# Peshtigo (Wisconsin)
Peshtigo es una ciudad ubicada en el condado de Marinette en el estado estadounidense de Wisconsin. En el Censo de 2010 tenía una población de 3.502 habitantes y una densidad poblacional de 422,28 personas por km².

## Geografía
Peshtigo se encuentra ubicada en las coordenadas 45°3′32″N 87°44′42″O / 45.05889, -87.74500. Según la Oficina del Censo de los Estados Unidos, Peshtigo tiene una superficie total de 8.29 km², de la cual 7.85 km² corresponden a tierra firme y (5.34%) 0.44 km² es agua.

## Demografía
Según el censo de 2010, había 3.502 personas residiendo en Peshtigo. La densidad de población era de 422,28 hab./km². De los 3.502 habitantes, Peshtigo estaba compuesto por el 96.8% blancos, el 0.11% eran afroamericanos, el 0.69% eran amerindios, el 1.17% eran asiáticos, el 0% eran isleños del Pacífico, el 0.17% eran de otras razas y el 1.06% pertenecían a dos o más razas. Del total de la población el 1.17% eran hispanos o latinos de cualquier raza.

## Historia
El 8 de octubre de 1871 se produjo un incendio que consumió la ciudad de Peshtigo junto con una docena de otros pueblos. Murieron unas 2400 personas y se quemó alrededor de 5000 kilómetros cuadrados. Este fuego es el más mortífero en la historia de Estados Unidos. Ocurrió el mismo día que el gran incendio de Chicago, por lo que quedó eclipsado por lo sucedido en esta ciudad.